# CCR3
CCR3 (англ. C-C motif chemokine receptor 3) – білок, який кодується однойменним геном, розташованим у людей на короткому плечі 3-ї хромосоми.  Довжина поліпептидного ланцюга білка становить 355 амінокислот, а молекулярна маса — 41 044.
| 10         |  | 20         |  | 30         |  | 40         |  | 50         |
| ---------- |  | ---------- |  | ---------- |  | ---------- |  | ---------- |
| MTTSLDTVET |  | FGTTSYYDDV |  | GLLCEKADTR |  | ALMAQFVPPL |  | YSLVFTVGLL |
| GNVVVVMILI |  | KYRRLRIMTN |  | IYLLNLAISD |  | LLFLVTLPFW |  | IHYVRGHNWV |
| FGHGMCKLLS |  | GFYHTGLYSE |  | IFFIILLTID |  | RYLAIVHAVF |  | ALRARTVTFG |
| VITSIVTWGL |  | AVLAALPEFI |  | FYETEELFEE |  | TLCSALYPED |  | TVYSWRHFHT |
| LRMTIFCLVL |  | PLLVMAICYT |  | GIIKTLLRCP |  | SKKKYKAIRL |  | IFVIMAVFFI |
| FWTPYNVAIL |  | LSSYQSILFG |  | NDCERSKHLD |  | LVMLVTEVIA |  | YSHCCMNPVI |
| YAFVGERFRK |  | YLRHFFHRHL |  | LMHLGRYIPF |  | LPSEKLERTS |  | SVSPSTAEPE |
| LSIVF      |  |            |  |            |  |            |  |            |

A: Аланін

C: Цистеїн

D: Аспарагінова кислота

E: Глутамінова кислота

F: Фенілаланін

G: Гліцин

H: Гістидин

I: Ізолейцин

K: Лізин

L: Лейцин

M: Метіонін

N: Аспарагін

P: Пролін

Q: Глутамін

R: Аргінін

S: Серин

T: Треонін

V: Валін

W: Триптофан

Кодований геном білок за функціями належить до рецепторів, g-білокспряжених рецепторів, білків внутрішньоклітинного сигналінгу, фосфопротеїнів. 
Задіяний у таких біологічних процесах як взаємодія хазяїн-вірус, поліморфізм, альтернативний сплайсинг. 
Локалізований у клітинній мембрані, мембрані.